# Rhyacodrilus coccineus
Rhyacodrilus coccineus är en ringmaskart som först beskrevs av Vejdovsky 1875.  Rhyacodrilus coccineus ingår i släktet Rhyacodrilus och familjen glattmaskar. Arten är reproducerande i Sverige. Inga underarter finns listade i Catalogue of Life.